# Hennediella acutidentata
Hennediella acutidentata là một loài Rêu trong họ Pottiaceae. Loài này được (Cardot & Thér.) R.H. Zander mô tả khoa học đầu tiên năm 1993.